# Lešnjake
Lešnjake je naselje u slovenskoj Općini Cerknici. Lešnjake se nalazi u pokrajini Notranjskoj i statističkoj regiji Notranjsko-kraškoj. 

## Stanovništvo
Prema popisu stanovništva iz 2002. godine naselje je imalo 21 stanovnika.